# SGI O2

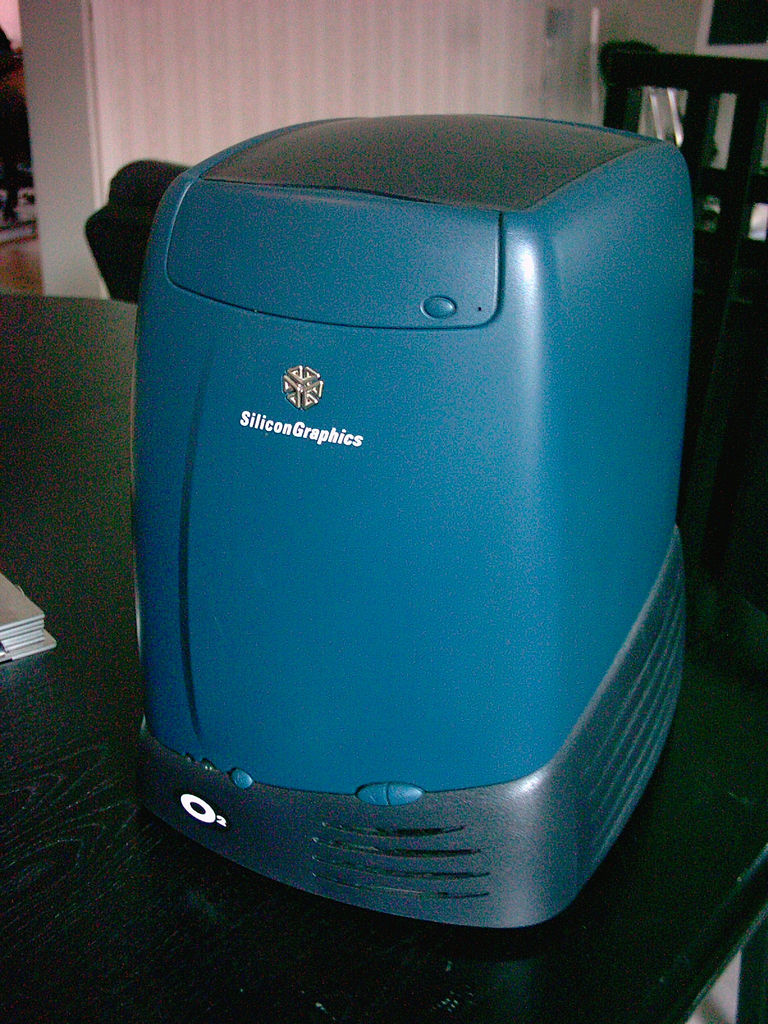
SGI O2 (1996)

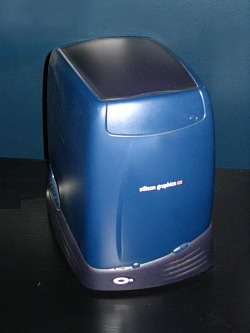
Рабочая станция SGI O2

O2 — рабочая станция начального уровня под управлением OC Unix, представленная в 1996 году компанией Silicon Graphics (SGI) как замена их более ранней серии рабочих станций Indy. Как и Indy, O2 использовал один процессор с архитектурой MIPS и предназначался для применения, в первую очередь, для мультимедиа. Его более мощным собратом был SGI Octane. В 2002 году на смену O2 пришла серия рабочих станций Fuel.

## Аппаратная часть

### Архитектура системы
O2 имеет фирменную унифицированную архитектуру памяти (Unified Memory Architecture — UMA) с высокой пропускной способностью, которая соединяет различные системные компоненты. В системе имеется мост UMA-PCI, пользователю доступен один слот PCI. O2 имеет элегантный корпус и модульную внутреннюю конструкцию. Внутри предусмотрено место для двух дисков SCSI, которые устанавливаются на специальные салазки (в более поздних моделях на базе R10000/R12000 из-за ограничений связанных с системой охлаждения было оставлено место только для одного диска) и дополнительную кассету для видео/аудио захвата, устанавливаемую с левой стороны на дальней части корпуса. Дополнительная информация по устройству O2 может быть получена из документации SGI. Также, подробные схемы внутреннего устройства можно найти здесь Архивная копия от 28 февраля 2006 на Wayback Machine.

### Центральный процессор
Встречаются две разновидности O2, отличающиеся центральными процессорами: более дешёвый вариант с процессорами MIPS R5000/RM5200/RM7000, работающими на частотах 180—350 МГц, и более дорогой с процессорами R10000/R12000 с частотами от 150 до 400 МГц. 200-мегагерцовые центральные процессоры R5000 с 1 МБ кеша второго уровня как правило заметно быстрее, чем 180-мегагерцовые с 512 КБ кеша. Существует любительский проект, в рамках которого в O2 был установлен процессор MIPS RM7000 (PMC-Sierra RM7000C-600T) c частотой 600 МГц.
На материнской плате всех моделей O2 расположено 8 разъемов DIMM, а память может быть расширена до 1 Гб. O2 оснащена дисковой подсистемой на базе UltraWide SCSI. Более старые модели O2 как правило имели 4х-скоростные CD-ROM приводы Toshiba, но вместо них можно использовать любые SCSI CD/DVD приводы, но проигрывание Audio-CD возможно только при условии поддержкой цифрового воспроизведения прошивкой привода. Модели O2+ поставлялись с SCSI DVD-ROM Toshiba. Модели с процессорами R5000/RM5200/RM7000 имеют два отсека для установки жестких дисков SCA UltraWide SCSI. Так как модели с процессорами R10000/R12000 имеют значительно более крупные вентиляторы охлаждения, то в этих моделях остаётся место только под один отсек для жесткого диска. Работа в локальной сети обеспечивается встроенным Ethernet-адаптером 10/100 Base-T.

### Графическая подсистема
- Набор микросхем CRM, разработанный SGI для O2, распределяет OpenGL-вычисления между центральным процессором и графической микросхемой. Вследствие применения унифицированной архитектуры памяти буфер кадра располагается в основной памяти системы, а объём памяти под текстуры ограничен только физическим объёмом памяти системы.
- Графический ускоритель ICE.
- OpenGL 1.1 + расширения для изображений ARB.

### Операционная система
- IRIX 6.3 или 6.5.x (родная платформа для O2)
- Linux портирован и работает только на процессорах R5000 и RM5200, отсутствуют некоторые драйверы. Дистрибутивы Gentoo и Debian выпустили версии, работающие на O2. За дополнительной информацией обратитесь на страницу IP32 port Архивная копия от 19 августа 2006 на Wayback Machine на сайте linux-mips.org.
- OpenBSD поддерживала O2 (R5000/RM5200/RM7000) начиная с версии OpenBSD 3.7. См. страницу sgi Архивная копия от 24 апреля 2006 на Wayback Machine.
- NetBSD поддерживала O2 (R5000/RM5200/R10000/R12000) с версии NetBSD 2.0. См. страницу sgimips Архивная копия от 9 октября 2013 на Wayback Machine.

## Производительность
O2 имеет встроенные аппаратные средства для обработки потоковых медиа-данных и неподвижных изображений, получившие имя ICE (Image Compression Engine — или ядро сжатия изображений). ICE состоит из двух частей: 64-битного устройства управления на базе R4000, работающего на частоте 66 МГц и 128-битного центрального процессора с архитектурой SIMD работающего на частоте 66 МГц. Это устройство поддерживает только целочисленную арифметику, но тем не менее предоставляет значительный объём вычислительной мощности, которая позволяет O2 выполнять задачи по кодированию видео и звука, которые потребовали бы существенно более быстрого процессора, если бы решались программным путём. В настоящее время, это устройство работает только с операционной системой IRIX, так как это единственная система, снабжённая драйверами, позволяющими воспользоваться этим устройством.
Унифицированная архитектура памяти означает, что O2 использует основную память для хранения текстур, что делает задачу текстурирования полигонов и других графических примитивов существенно более простой. Вместо передачи текстур через шину в графическую подсистему, в O2 передается указатель на область памяти, занятую текстурой в основной памяти, по которому затем производится доступ к текстуре графической аппаратурой. Это упрощает использование больших текстур, и даже позволяет использовать в качестве текстур потоковое видео.
Хотя сегодня частоты центрального процессора в 180—350 МГц кажутся малыми, во времена выхода O2 в 1996 эти скорости могли соперничать о скоростями тогдашних компьютеров семейства x86, и даже превышали их. В дополнение к этому, перечисленные выше особенности делали O2 отличной графической рабочей станцией, а именно на этот сегмент рынка она была нацелена. Однако, O2 не смогла выдержать конкуренции с рынком PC и, даже с учётом усовершенствований, которые регулярно производились для повышения её скорости, более дешёвые компьютеры семейства x86 стали обгонять её по производительности к концу периода её выпуска.

## Применение
- Обработка изображений (в особенности в сфере медицины)
- Графика для телепередач в прямом эфире
- Настольные рабочие станции
- Трехмерное моделирование
- Пост-обработка аналогового видео
- Оборонный комплекс